# Кувас
Венгерский кувас или просто кувас (венг. Kuvasz) — порода собак, выведенная в Венгрии для охраны скота.

## История породы
Подобно комондорам кувас мог попасть на территорию Карпатского бассейна во времена великого переселения народов. В то же время в последнее время появилось много теорий и заявлений на эту тему, начиная с утверждений о тибетском происхождении породы и заканчивая родственными связями с турецким акбашем. С анатомической точки зрения куваса можно причислить к пастушьим собакам, также как пиренейскую горную собаку и словацкого чувача. Однако, очевидно, что на территории от Азии до Пиренеев сегодня имеются различные местные варианты породы, произошедшие от одного древнего типа.
Более короткая и качественно другая шерсть куваса дала ему возможность легко передвигаться среди высоких трав и растений. 
В дошедших до наших дней письменных упоминаниях об этой породе постоянно путаются кувасы и комондоры, но авторы всегда отмечают короткая или длинная шерсть у большой белой пастушьей собаки. Уже в древности в этой части Европы людям было известно о том, что венгерские поселения охраняются двумя типами пастушьих собак. Из этих упоминаний следует, что кувас с самых незапамятных времён считался надёжным охранником.
Как и в случае с комондором кувас всегда был исключительно белого цвета, что помогало его отличать в тёмное время суток от волка. Куваса не надо обучать охранять дом, но в то же время надо принимать во внимание, что речь идёт об исключительно характерной породе, которая требует последовательного и главным образом профессионального подхода. Со щенячьего возраста его необходимо приучать к месту в семье, которой он всегда будет верен и которую будет всегда самоотверженно и бесстрашно защищать и охранять. Порода эта отличается жёстким и выдержанным характером, поэтому очень важно и полезно воспитывать её заботливо и внимательно. Из страшных сказок, которые рассказывают про куваса, можно уже составить книгу. Все они основаны на несчастных случаях, в которых виноваты обозлённые и неуправляемые собаки, воспитанные по жестокой и бесчеловечной методике «палки». Подобные истории можно услышать о любой другой породе.

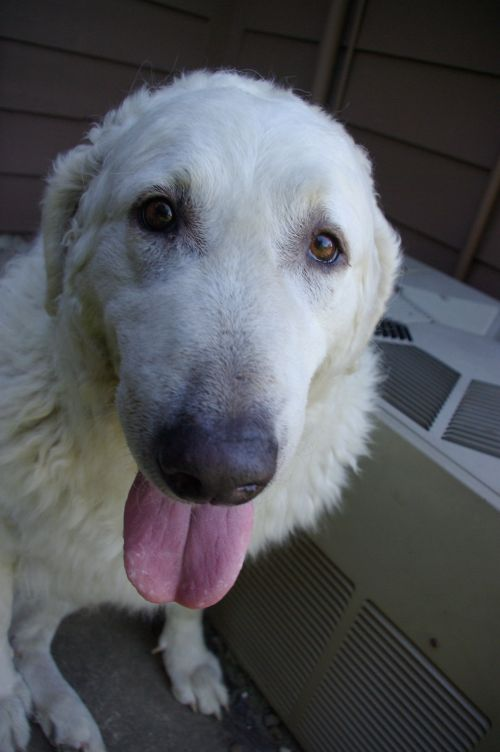

## Содержание и использование
По условиям содержания кувас является абсолютно нетребовательной породой. Его вполне удовлетворит элементарное сухое и защищённое от ветра место и соответствующее размерам породы площадка для движения. Для куваса также важен и личный контакт с хозяином.
Кувас является разносторонней собакой, которая может быть использована как в качестве семейной собаки или собаки для спорта, так и в качестве охранника или телохранителя.

## Стандарт породыМКФ
Canis familiaris undulas hungaricus. Abonyi L. 1935. Станадарт FCI: 54/b.H
Происхождение: Венгрия
Использование: охрана и защита людей, домов, территорий, сельскохозяйственных животных.
По стандартам FCI причислена к 1 породной группе: охранные и загонные собаки (за исключением швейцарских снежных собак) 1 секция: Пастушьи собаки. Без рабочих испытаний.
Краткая история породы: пастушья собака древних венгров. Предки куваса попали в карпатский бассейн вместе с венгерскими племенами во времена их прихода на эти земли. Они-то и использовали этих собак для охраны и защиты от диких животных и лесных разбойников. Во времена венгерского короля Матяша Корвина 1, который был страстным охотником, этих собак преимущественно использовали для охоты. В связи с этим в то время их реже стали применять по прямому назначению. В этот период они чаще попадали в населённые пункты уже в качестве охранников.
Общее описание: кувас — крупная, сильная собака с густой, волнистой шерстью белого цвета. Её приятный внешний вид излучает благородство и силу. Части тела — пропорциональны. Конечности — не коротки и не длинны. Скелет крепкий, но не грубый. Мускулатура — хорошо развита, тип конституции — крепкий, сухой. Суставы — сухие. Общий вид корпуса — прямоугольник близкий к квадрату. Телосложение — крепкое. Тип поведения — живой сангвинический. Внешняя неутомимость свидетельствует о работоспособности.
Поведение и характер: кувас отличается храбростью и не знает страха. Вверенных ему людей, территорию или другие объекты защищает ценой своей жизни. Отличается гордостью и в случае плохого обращения его поведение может стать более грубым и резким. Предан и доверяет хозяину и его окружению. Требует определённой территории для содержания. Нетребователен и прост в уходе, легко переносит самую ненастную погоду. Весьма благодарен за любовь и заботу.
Голова: голова куваса имеет характерную для породы формы, гармонирующую с корпусом и излучающую обаяние, благородство и авторитетную силу. Открытая, но не бугристая. Именно голова наиболее отличает куваса от родственных пород. Для неё характерно поджарость и сухость. У кобелей -более плотная, грубая.
Черепная коробка: верх — широкий с выраженным затылочным гребнем и продольной бороздой.
Переход линии лба к носу: слабо выражен, пологая дуга.
Лицевая часть: носовая часть — широкая, длинная мускулистая.
Мочка носа: тупая, чётко вычереченная, чёрная.
Переносица: спинка носа прямая, переносица без горбинки равномерно сужается.
Губы: чёрные, сухие.
Челюсти и зубы: хорошо развиты. Полная зубная формула, Правильный ножницеобразный прикус.
Глаза: темнокарие, миндалевидные, несколько узкого и косого разреза. Края век — чёрные, туго примыкают к глазному яблоку.
Уши: невысоко посажены, отклонены в основании, верхняя треть немного отстоит от головы, а затем полностью примыкает к ней. По своей форме напоминает тупую латинскую букву «V». В настороженном состоянии ухо немного подвижно, но никогда не распрямляется и не разворачивается.
Шея: скорее короткая, нежели средняя, очень мускулистая. Относительно горизонта составляет угол 25-30 градусов. Загривок (затылок) короткий. Кожа на шее натянута, без подгрудка. У кобелей шерсть на загривке и груди более выражена.

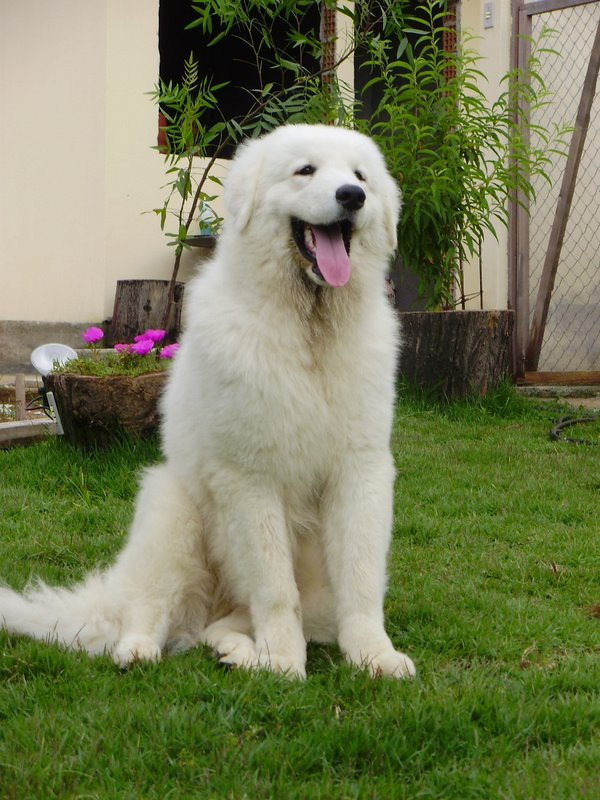

Корпус: общий вид сбоку — прямоугольник близкий к квадрату.
Холка: длинная и заметно поднимается выше линии спины.
Спина: средней длины, прямая, широкая, мускулистая, крепкая.
Поясница: короткая, крепкая, как и спина.
Круп: очень мускулистый, широкий, со значительным густым шерстяным покровом, который создаёт впечатление излишнего развития.
Грудь: мускулистая, широкая, полная. Грудная кость слегка выпирает.
Грудная клетка: глубокая, средней длины.
Нижняя линия и живот: в продолжении грудной клетки кзади несколько подтягивается вверх.
Хвост: посажен низко, прямое продолжение слегка поддёрнутого крупа, направлен вниз. Кончик слегка загнут вверх, но не закручивается полностью. В спокойном состоянии доходит до скакательного сустава. В состоянии возбуждения или насторожённости может подниматься и до уровня спины.
Передние конечности: прямые параллельные. Постав умеренно широкий. Передние конечности соответствуют стандарту только при условии, если при взгляде спереди перпендикуляр, проведённый с верхушки плечевой кости, совпадает с осями передних конечностей и упирается в лапу между 3 и 4 пальцами. При взгляде сбоку стойка соответствует стандарту, если перпендикуляр, проведённый от локтевого сустава вниз по оси лапы достигает запястья.
Плечевой пояс: лопатки длинные и наклонены, подвижно прилегают к грудной клетке.
Плечо: средней длины, с хорошими мускулами. Плече-лопаточный угол составляет 100—110 градусов.
Локти: сухие, тесно примыкают к грудной клетке, не вывернуты ни внутрь, ни наружу. Предплечье и плечо составляют угол 120—130 градусов.
Предплечье: относительно длинное, прямое, плотное, мышцы сухие, связаны с запястьем сильными связками.
Запястье: хорошо развито, крепкое с хорошими сухожилиями.
Пясть: короткая, сухая, несколько наклонена. Относительно вертикального перпендикуляра составляет угол 10-15 градусов.
Лапы: круглые или немного овальные, крепкие. Пальцы короткие, упругие и тесно сжатые. Когти твёрдые, сильные, чёрные или аспидно-серые.
Задние конечности: при виде сбоку задние конечности соответствуют стандарту, если коленный сустав м лапа находятся под тазобедренным суставом. Перпендикуляр проведённый от седалищного бугра должен касаться пяточной кости. При виде сзади постановка задних конечностей считается правильной, если перпендикуляр проведённый от седалищного бугра проходит через ось лапы. Конечности параллельны и находятся друг от друга на среднем расстоянии.
Бедро: длинное, широкое. Угол наклона 100—110 градусов.
Колено: объёмистое. Бедренная кость и голень формируют угол в 110—120 градусов.
Голень: длинная, с хорошо мускулированными крепкими связками по всей длине до заплюсны. При виде сзади голени параллельны друг другу и оси корпуса, а также перпендикулярны земле.
Заплюсна: широкая, сухая, жилистая. Угол сустава составляет 130—140 градусов.
Плюсна: длинная, вертикальная.
Лапа: овальная, точно такая же как и передняя.
Движение: шаг длинный, медленный. Во время бега рысью движение более лёгкое, упругое, свободное, прямое, устойчивое. В движении локти не выворачиваются ни наружу ни внутрь.
Кожа: содержит много пигмента, аспидно-серая, сухая.
Шерсть: средней жёсткости, волнистая, имеет тенденцию к сваливанию. У основания грубой внешней шерсти имеется более мягкий подшёрсток. На голове, ушах, на внутренних и боковых сторонах передних и задних конечностей, а также на лапах шерсть более короткая — 1-2 см — прямая, густая. На задней стороне конечностей шерсть достигает 5-8 см, а на задней стороне задних конечностях шерсть доходит до заплюсны. Шерсть на шее формирует пояс, который, спускаясь ниже, образует выраженную гриву, особенно характерную для кобелей. Шерсть на корпусе, бёдрах и предплечьях очень волнистая, закручивающаяся в завитки от 4 до 12 см. Часто образуются пучки, валики, колтуны. Хвост по всей длине густо покрыт более длинной волнистой шерстью, которая может достигать 10-15 см даже на его кончике.
Цвет: белый, допускается белёсая слоновая кость. Мочка носа, абрис глазных век и губы — чёрные. Подушечки пальцев — чёрные или аспидно-серые. Десны и небо — тёмные, допускаются розовые пятна.
Высота в холке: кобели — 71—76 см, суки — 66—70 см.
Масса: кобели — 48—62 кг, суки — 35—50 кг.
Примечание: у кобелей должны быть два нормально развитых хорошо идентифицируемых визуально семенника, расположенных в мошонке.

## Источник
- «Венгерские пастушьи собаки» издательство «Александра» г. Печ, Венгрия, 2002 год («Magyar pasztorkutyak» Arkosi Jozsef «Alexandra kiado» Pecs, Magyarorszag, 2002).